# تأثير باستير
تأثير باستير (بالإنجليزية: Pasteur effect) هو تأثير الأكسجين التثبيطي لعملية التخمير.

## اكتشافه
اكتشف التأثير في عام 1857 بواسطة باستير، والذي أظهر أن تهوية المرق المحتوي على خميرة يسبب زيادة نمو خلايا الخميرة وبصورة عكسية فأن معدل التخمير ينخفض.

## التفسير
يمكن تفسير التأثير بسهولة، وذلك لأن الخميرة ميكروب لاهوائي اختياري ويستطيع إنتاج الطاقة باستعمال مسارين استقلاب مختلفين. عندما يكون تركيز الأكسجين منخفضا، فأنه يتم تحويل ناتج هدم الجلوكوز (البيروفات)، إلى إيثانول وثاني أكسيد الكربون وتكون كفاءة إنتاج الطاقة منخفضة (2 مول ATP لكل مول جلوكوز). إذا زاد تركيز الأكسجين، فأنه يتم تحويل البيروفات إلى أستيل كو إيه والذي يستخدم في دورة كريب والتي ترفع كفاءة إنتاج الطاقة إلى 16 مول أثف لكل مول جلوكوز.
في الظروف اللاهوائية، فإن معدل استقلاب الجلوكوز أسرع، ولكن كمية الATP المنتجة (كما سبق ذكره) أقل. عندما تتعرض الخميرة للظروف الهوائية، فإن معدل هدم الجلوكوز يبطئ بسبب زيادة إنتاج ATP الذي يكون بمثابة مثبط فراغي لهذا المسار.
لذا، فمن منظور إنتاج الطاقة، فأن الخميرة تحبذ دخول دورة كريب عند توفر الأكسجين حيث يتم إنتاج الكثير من الATP باستعمال جلوكوز أقل.

## الآثار العملية
جميع العمليات المستخدمة في إنتاج الكحول تجرى في ظروف لاهوائية، في حين أن تربية الخميرة للحصول على الكتلة الحيوية تتم في الظروف الهوائية.